# Il trittico di Antonello
Il trittico di Antonello è un film del 1992 diretto da Francesco Crescimone.
Il film è diviso in tre episodi: Febbre (ambientato nel 1864), Furore (ambientato nel 1944) e Fiele (ambientato negli anni novanta).